# Mátrafüred

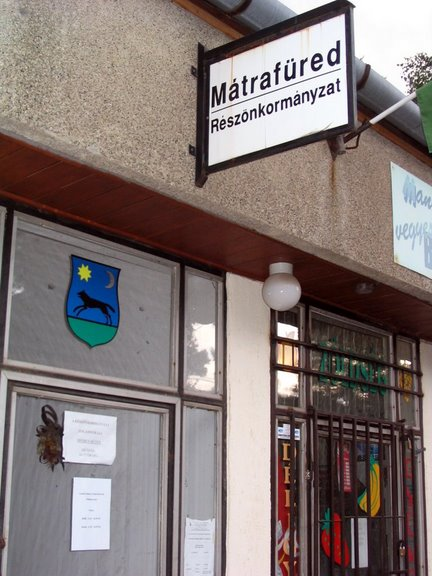
Stadtteilverwaltung Mátrafüred

Mátrafüred ist ein Erholungsort in der Mátra, der Teil der Stadt Gyöngyös ist.

## Geschichte
Der Ort wurde 1301 erstmals als Dorf Bene erwähnt. Später wurden auch die Namen Benepuszta und Beneváralja verwendet.
Von der großen Pestepidemie im Jahre 1713 blieb Bene verschont. In der zweiten Hälfte des 19. Jahrhunderts wurde der Ort wüst. Mit dem aufkommenden Tourismus wurde der Ort 1887 wieder besiedelt und 1893 in Mátrafüred umbenannt. Nachdem die ersten Hotels eröffneten, wurde 1908 die Landstraße Gyöngyös‑Parád ausgebaut. Am 5. Juni 1923 nahm die Mátra-Eisenbahn zwischen Gyöngyös und Mátrafüred ihren Betrieb auf. 1925 wurde die Spurweite von 600 auf 760 mm umgerüstet. Am 19. Juni 1926 wurde auch der Personenverkehr aufgenommen.
Bei einer Abstimmung am 25. September 2005 hatte sich eine Mehrheit der Bevölkerung für eine Loslösung von Gyöngyös entschieden. Das Innenministerium leitete die Initiative aber nicht an den Staatspräsidenten weiter.

## Sehenswürdigkeiten
- Burgruine Benevár
- Die Mátra-Eisenbahn
- Der Aussichtsturm auf dem Kozmáry
- Die Volkskunstsammlung
- Römisch-katholische Kirche Keresztelő Szent János, erbaut  1766–1767 (Barock), der Kirchturm wurde 1795 fertiggestellt
- Ungarns höchstgelegener See, der Sástó mit einem Aussichtsturm

## Verkehr
Mátrafüred liegt an der Hauptstraße 24.

## Bildergalerie

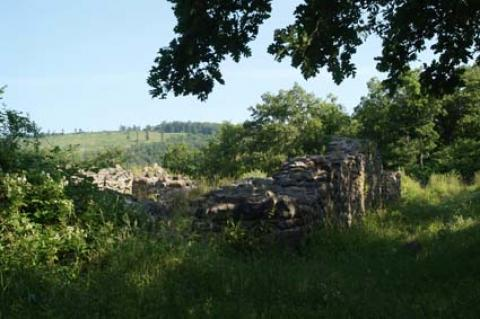
Burgruine Benevár
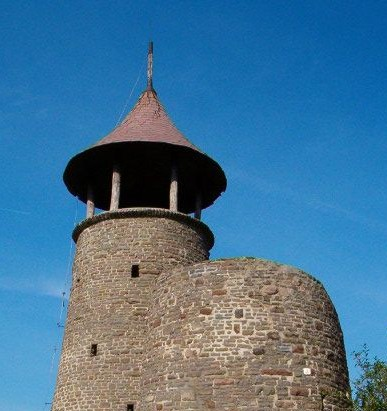
Kozmáry-kilátó
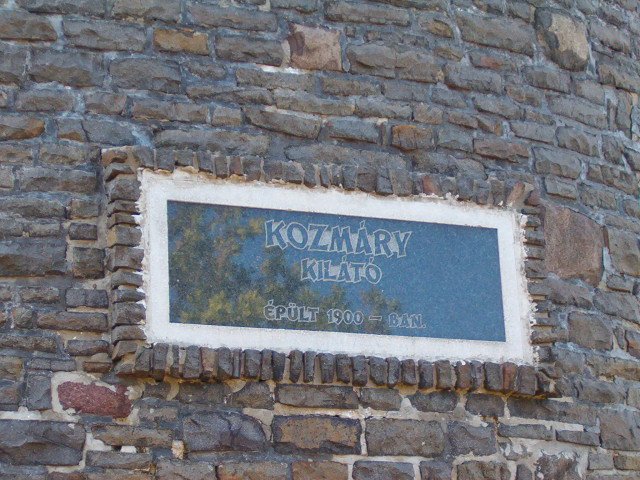
Tafel am Kozmáry-kilátó (erbaut 1900)
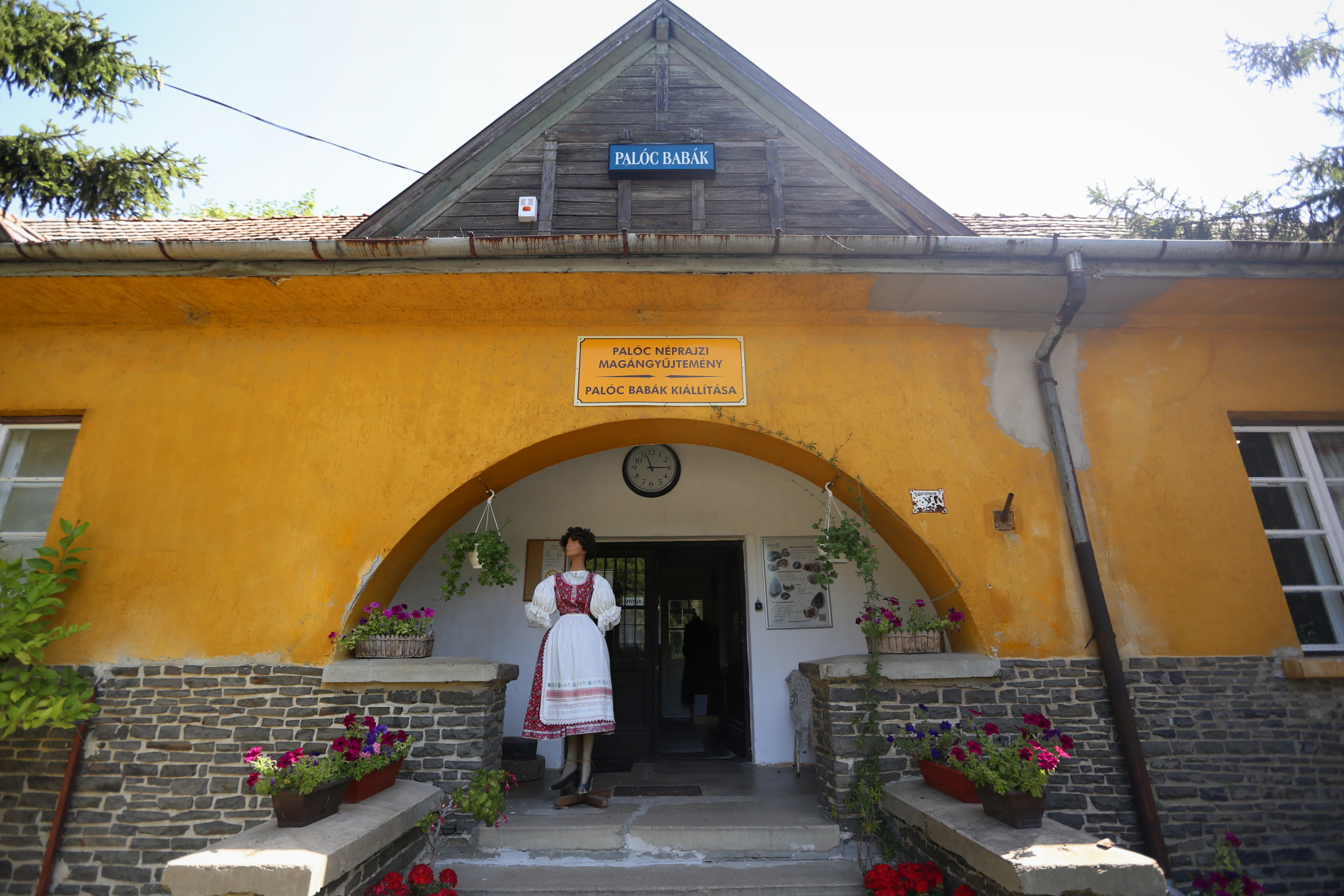
Eingang der Volkskunstsammlung
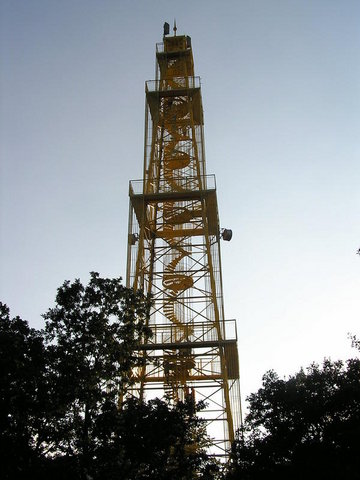
Der Aussichtsturm am Sástó